# Máscara de marfil de Benín
La máscara de marfil de Benín es un retrato en miniatura esculpido en marfil de la poderosa Reina madre Idia del  Imperio de Benín del siglo XVI, que toma la forma de una máscara tradicional africana.
Existen dos máscaras casi idénticas: una en el Museo Británico de Londres y la otra en el  Museo Metropolitano de Arte de Nueva York. Ambos muestran el sereno rostro de la Reina madre con un tocado de  cuentas, una gargantilla de cuentas en su cuello,
 escarificaciónes resaltadas por incrustaciones de hierro en la frente y todo enmarcado por la  brida de una tiara calada y collar con imágenes de seres simbólicos, así como bucles dobles en cada lado para la fijación del colgante.
También hay ejemplos sobre el mismo tema en el «Museo de Arte de Seattle» y el Museo Linden, y uno en una colección privada, tomadas durante la expedición británica de Benín en 1897, expedición realizada con fines punitivos.
El ejemplo del Museo Británico en particular también se ha convertido en un emblema cultural de la Nigeria moderna desde «FESTAC 77», un importante festival cultural  panafricano celebrado en 1977.

## Orígenes

### Imperio de Benín
A principios del siglo XVI, el dinámico Esigie gobernó el Reino de Benín del pueblo Edo como su Oba. Llegó al poder cuando los primeros exploradores portugueses entraron en contacto con el imperio. El comercio y la diplomacia con Europa llevaron a Esigie y al pueblo Edo a la prosperidad y la influencia en la región mientras el imperio comercializaba pimienta, marfil, textiles locales y esclavos a cambio de bronce, telas, cuentas de coral y mercenarios para su protección. Esigie participó en dos conflictos principales. En primer lugar, su medio hermano libró una guerra civil prolongada por la sucesión al trono que coronaría a Esigie, el primogénito. En segundo lugar, Esigie se defendió con éxito contra una invasión del norte por el «Reino de Igalay» y capturó a su líder. Esigie recompensó a su asesora política y espiritual, figura clave durante estos episodios, su madre Idia, con el título de Iyoba —Reina madre—, la primera en la tradición de la Reina madre como consejera del soberano. La identificación con Idia de la obra fue hecha por el Oba Akenzua II a mediados del siglo XX.

### Uso ritual
El Oba de Benín encargó obras al gremio de talladores del marfil y los talladores de madera, al Igbesanmwan. Sus trabajos fueron personalizados para su reinado, en las connotaciones materiales del marfil y los motivos visuales en las tallas. Al menos dos de las máscaras tienen imágenes portuguesas, aunque estas imágenes duraron más que la presencia real portuguesa y probablemente fueron creadas durante el gobierno de Esigie a principios del siglo XVI, posiblemente alrededor de 1520, ya sea durante la vida de Idia o poco después de su muerte. Las similitudes entre las máscaras indican que probablemente fueron creadas al mismo tiempo por el mismo artista.  Sus detalles coinciden con cualidades de talla comparables a las cucharas y saleros también de marfil comisionadas durante el mismo período, el período inicial del arte de Benín, la fase de mayor conjunción con el arte de Ife o Yoruba. Las obras de marfil de Benín fueron principalmente para el «Oba» para usarlo en los rituales. Las máscaras pueden haber sido utilizadas en ceremonias como la conmemoración Ugie Iyoba de la madre del Oba, y la ceremonia de purificación Emobo para expulsar a los malos espíritus de la tierra. Máscaras colgantes similares se usaban principalmente en las ceremonias contemporáneas Emobo centradas en los malos espíritus, aunque las tradiciones del Emobo pueden haber cambiado a lo largo de la historia.
Cuatro escalones en cada lado de las máscaras, arriba y debajo de cada oreja, permiten que las máscaras cuelguen en suspensión e indican que las máscaras estaban suspendidas de un cordón, aunque los expertos no están de acuerdo en cómo se usaron. El historiador del arte del Museo Británico William Fagg concluyó que a diferencia de las pequeñas máscaras colgantes de bronce que llevaban los reyes modernos en la cintura, la máscara de marfil probablemente se llevaba alrededor del cuello. Un dibujo de 1830 de una máscara similar usada en el pecho por un gobernante vecino confirma la teoría de Fagg. De acuerdo con la posición de los peldaños, la conservadora metropolitana Alisa LaGamma también afirmó esta teoría. La especialista y antropóloga de Benín Paula Ben-Amos, sin embargo, escribió que las máscaras se usaron en la cintura como colgantes durante las ceremonias de Ugie Iyoba y Emobo. Las máscaras huecas probablemente sirvieron como contenedores de amuletos. Debajo de los collares de la máscara, el anillo de pequeños bucles son puntos de unión para las campanillas crotales.

## Descripción e interpretación
Están hechas de marfil, de forma larga y ovalada, y finamente talladas, llegando a ser semiopacas. Las máscaras similares del Museo Británico y el Metropolitano tienen adornos elaborados en el pelo y el cuello. La observación de cada máscara se acentúa con incrustaciones de hierro en las pupilas y el contorno inferior del ojo y a su vez los ojos se desvían ligeramente mediante los párpados. Este uso de la incrustación se aparta de las formas en que los europeos usaban el marfil. Por encima de los ojos, las cuatro marcas supraorbitales estaban asociadas con las mujeres en Benín. Las características faciales de las máscaras son simétricas y hábilmente precisas. Sus labios están separados, las fosas nasales ligeramente acampanadas y el cabello denso con pequeñas espirales y una línea de cabello rectilínea. La expresión de las máscaras de «frialdad impersonal» reflejaba las convenciones estilísticas del gremio de tallistas de marfil del Oba, con un naturalismo típico de la artesanía antigua de Benín.

### Una mujer poderosa
La representación de mujeres era rara en el arte de Benín, aunque la posición de Idia, conocida por la «tradición Edo» como «la única mujer que fue a la guerra», es excepcional, y el propio título de Iyoba o Reina madre fue creado para ella. El tocado forma parte del peinado de ukpe-okhue o «pico de loro» que ella originó, y se ve más claramente en la «Cabeza de Bronce de la Reina Idia». Los corales preciosos cilíndricos del tocado y la gargantilla son ikeles, abalorios reales, que era privilegio especialmente otorgado para vestir la Reina Madre, usualmente reservados para el Oba y el Edogún, el jefe de guerra. La máscara del «Museo Linden» también tiene una cadena de cuentas reales de ikele envueltas alrededor de su frente. Estas cuentas y las telas rojas, reservadas para las figuras con liderazgo, fueron adoptadas popularmente en los tiempos modernos como elementos del vestido tradicional de los Edo.

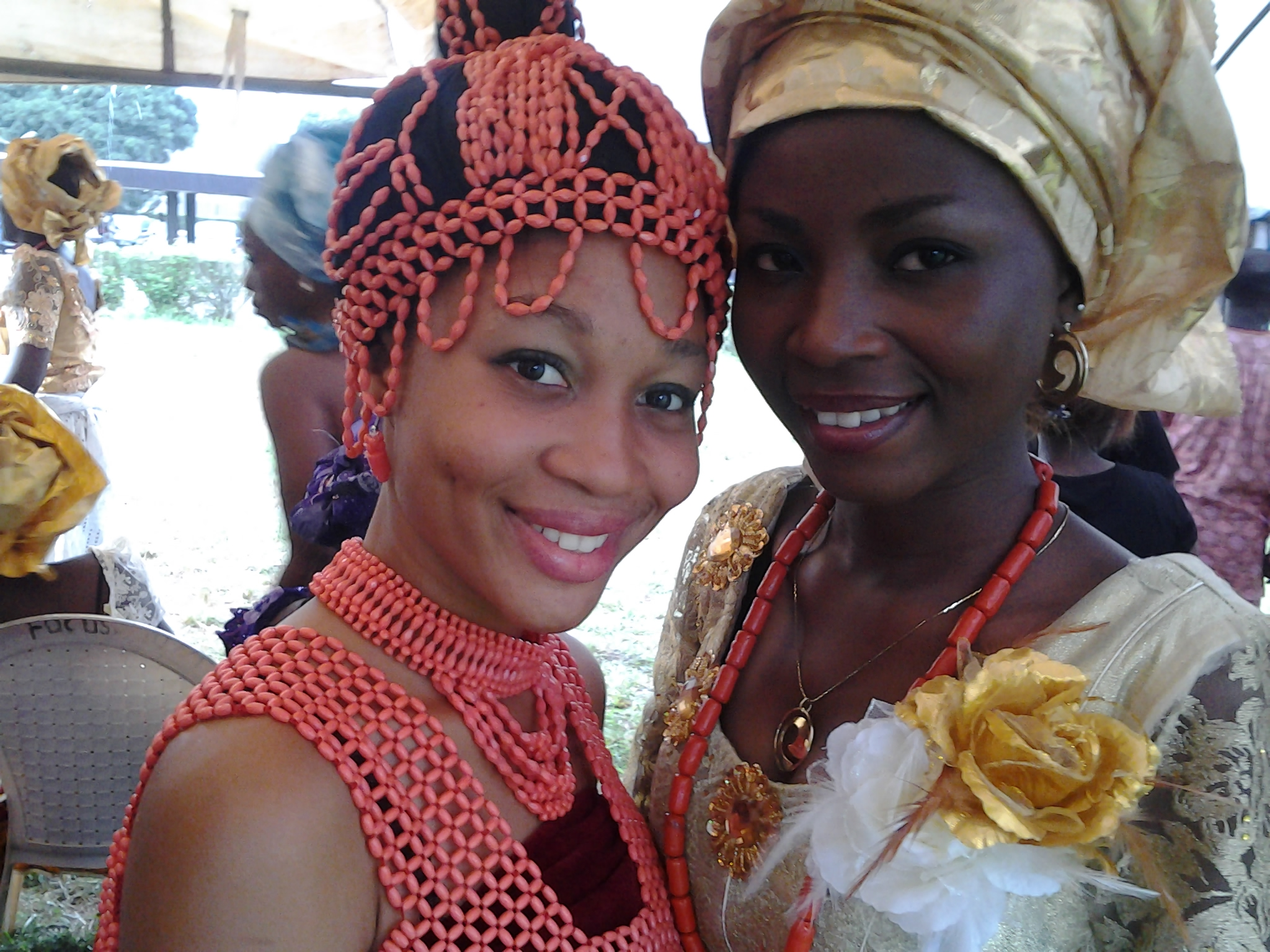
Mujeres modernas de Edo con cuentas estilo ikele

Las frentes de ambas máscaras estaban inscritas con cuatro cicatrices verticales sobre cada ojo, con incrustaciones de un par de tiras de hierro que resaltaban la escarificación.  El hierro también se usa en las pupilas y los bordes de los ojos.

### Simbolismo comercial

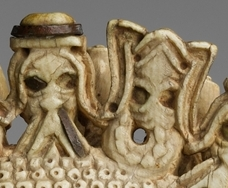
Detalle de la cabeza de un comerciante portugués y de un pez del barro.

El marfil, tanto entonces como ahora, incluía una connotación importante de riqueza real, poder y pureza. El marfil, que ya era un producto de gran lujo en África, se volvió cada vez más codiciado con el crecimiento del comercio europeo de marfil. Cuando se  mataba un elefante en Benín, el Oba recibía un colmillo como regalo y se le ofrecía el otro en venta. Por lo tanto, el Oba tenía muchos colmillos y controlaba el comercio de marfil. El marfil está asociado con el orisha del mar, Olokun. Este orisha otorgaba riqueza y fertilidad, lo que es equivalente a los valores antes citados, en el mundo de los espíritus del Oba de Benín. El marfil concedía una riqueza similar a Olokun, ya que se creía que persuadió a los comerciantes portugueses a venir que, a su vez, devolvieron la riqueza a Benín. Los portugueses pertenecían a Olokun, ya que habían llegado por mar. La blancura del marfil también refleja el simbolismo de la tiza o caliza blanca, cuya pureza ritual está asociada también con Olokun, deidad de la religión yoruba y es andrógino, lo mismo hombre que mujer.
El calado de la tiara y el collar representan minúsculas cabezas de hombres portugueses en la tiara similares a los del Met y el British Museum, con once figuras en la máscara del Museo Británico y, en la máscara Met, siete figuras de hombres portugueses que se alternan con seis representaciones del «pez de barro», el  pez pulmonado de África occidental. Los portugueses, que acababan de llegar a la zona, eran un símbolo de poder y cercanía a la corte real. Su iconografía es identificable por su pelo largo, bigotes colgantes, a menudo descritos como barbudos, y sombreros. [10] La historiadora del arte de Benín Barbara Blackmun interpreta estos adornos de la corona como una referencia a la capacidad de Idia de conducir el poder portugués en favor de su hijo. El Mudfish —pez de barro— era un tema común en las artes reales de Benín, y reflejaba la divinidad del Oba. La cosmología Edo creía que los espíritus de los muertos cruzaban el océano para alcanzar la otra vida, donde sus líderes vivían como dioses. Como criatura que podía vivir en la tierra y en el agua, el pez del barro simbolizaba la dualidad necesaria para el viaje final del líder, y esta dualidad también representa a los marinos portugueses. El marrajo también aparece en un patrón en la corona de la máscara del «Museo Linden», mientras que la corona de la máscara privada tiene elementos de aves, también presentes anteriormente en la máscara similar del «Museo de Arte de Seattle». Las máscaras también difieren en el patrón a lo largo de su parte inferior, los bordes del collar. El collar del «Met» está decorado de manera similar con once hombres portugueses, con lesiones en el lado derecho, mientras que el collar de la máscara del Museo Británico es en cambio un enrejado de celosía abstracto.

## Procedencia
Durante la expedición punitiva de Benín de 1897, los británicos encontraron un grupo de máscaras de marfil similares en el dormitorio del palacio de Oba. El líder civil de la expedición, Ralph Moor, se llevó las dos máscaras, que luego fueron coleccionadas por el antropólogo británico Charles Gabriel Seligman y trasladadas al Museo de la Humanidad de Londres —ahora Museo Británico— y al «Museo de Arte Primitivo de Nueva York» —ahora Museo Metropolitano de Arte—. Dos máscaras adicionales del grupo de alcobas fueron tomadas por oficiales británicos y ahora están expuestas en las colecciones del «Museo de Arte de Seattle», anteriormente del «Oficial Médico Principal» Robert Allman, y el Museo Linden en Stuttgart (anteriormente WD Webster y luego Augustus Pitt Rivers). Hay uno en una colección privada de los herederos de Henry Galway.
Se encontraron de cinco a seis máscaras de este tipo en un cofre grande en 1897 en el dormitorio del entonces reinante Oba Ovonramwen, el gobernante en la corte de Benín. Los cogieron en un momento de gran agitación civil durante la expedición punitiva británica de Benín de 1897. Los británicos quemaron los palacios reales de Oba y la Reina madre y saquearon miles de tallas de marfil, bronce y madera de los altares ancestrales , cuartos privados y almacenes y muchos se vendieron en Inglaterra a museos y coleccionistas occidentales para compensar el costo de la expedición. El colgante del Museo Británico fue comprado en 1910 por el antropólogo británico Prof. Charles Gabriel Seligman.
La máscara del Met fue adquirida en 1972 como regalo de Nelson Rockefeller. Fundó el «Museo de Arte Primitivo» en 1954 después de que el Museo Metropolitano no correspondiera su interés en el arte precolombino. El museo recolectó obras por su valor artístico, y no antropológico, contrastando con la historia anterior del arte africano en las colecciones occidentales. El historiador de arte de Queens College  de Nueva York Robert Goldwater se convirtió en su director y recomendó adquisiciones. Su argumento para recoger la máscara colgante de marfil fue uno de los más largos, a fines de 1957. Lo llamó el mejor objeto de su clase conocido, y ningún otro aparecerá jamás. Goldwater escribió que la máscara era de mayor calidad que la similar propiedad del Museo Británico. La máscara, predijo, redefiniría la colección y se exhibiría permanentemente, a la par de la conocida La gitana dormida del Museo de Arte Moderno de Henri Rousseau. Rockefeller compró la máscara a un precio récord y la presentó en septiembre de 1958. La compra solidificó una política según la cual Goldwater creía que el museo debería centrarse en colecciones permanentes de obras maestras.

## Legado

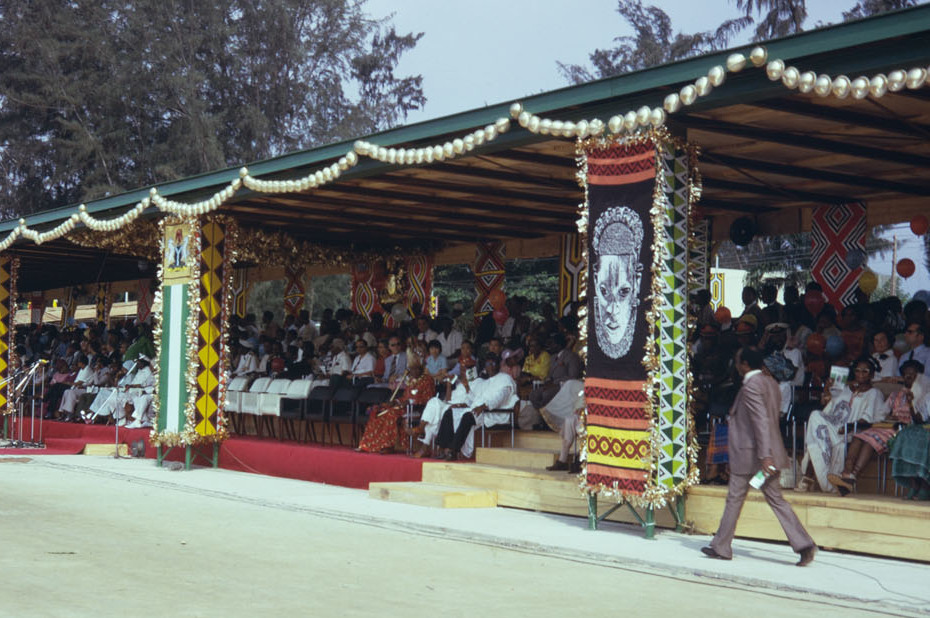
Festac 77, un importante festival cultural en Nigeria, unió a las naciones africanas bajo el emblema de la máscara Idia (en la foto a la derecha).

La máscara colgante de Benín se ha convertido en una imagen icónica del arte de Benín, y la versión del Museo Británico en particular apareció en los billetes de naira, la moneda oficial de Nigeria, en 1973, y fue elegida como el emblema oficial del festival cultural panafricanista FESTAC 77 en 1977, por lo que este diseño se conoce a menudo en la Nigeria moderna como la «máscara FESTAC». El gobierno nigeriano no consiguió obtener un préstamo de la obra del Museo Británico y encargó al artista edo Erhabor Emokpae que recreara la máscara como una pieza central de bronce de 20 pies para el festival y que se exhibe en el Teatro Nacional de las Artes desde 1979. También diseñó una bandera para el FESTAC con la máscara como tema central en una bandera tricolor vertical negra, dorada y negra y en forma despareja responsable del diseño gráfico extenso del evento. Otro artista de etnia edo, Félix Idubor, recibió el encargo de esculpir dos máscaras de réplica en marfil para el «Museo Nacional de Nigeria». También se donó una reproducción de bronce de 150 kg a la UNESCO en 2005.
La máscara colgante de la Reina Madre del «Met» se considera entre las obras más célebres del museo. El historiador de arte africano Ezio Bassani escribió que el perfil de la máscara del Met era "a la vez delicado y fuerte" con un "ritmo musical", y que su conjunto de incrustaciones de hierro y cobre era "discreto y funcional". Escribió que las máscaras del Museo Metropolitano de Arte (Met) y del British Museum estaban entre los marfiles más bellos tallados en Benín, y que su artista era refinado y sensible. Kate Ezra escribió que la delgadez de la máscara mostraba la «sensibilidad y solemnidad» del temprano arte de Benín.